# Steinerne Bibel
Als Steinerne Bibel werden figürliche Dekorationen an der Außenseite einiger Kirchen der Romanik bezeichnet. Sie dürfte um 1100 von französischen Steinmetzen entwickelt worden sein. Ein Beispiel aus der Zeit um 1210 findet sich an der Ostapsis der Pfarrkirche Schöngrabern in Niederösterreich.
Diese spezifisch hoch- und spätromanische Kunstform entspricht in ihrem Zweck der Armenbibel aus der Zeit der Gotik. Sie stellt mit ihrem Detailreichtum und den oft skurrilen Figuren einen besonderen Kontrast zu den eher abweisenden Mauermassen der romanischen Baukunst und der mystischen Dunkelheit ihrer Innenräume dar.
Die plastischen Bildprogramme finden sich überwiegend an den Portalen und manchen Kapitellen, an Kragsteinköpfen mancher Süd- und Westfronten sowie vereinzelt an der östlichen Apsis, also der Außenmauer des Altarraums. Architektur und Plastik sind aufeinander bezogen, wenn sie entweder ornamental oder nach biblischen Themen- oder Zeitordnungen (insbesondere Altes Testament und Schöpfungsgeschichte) auftreten.

## Skulpturen an der Apsis von Schöngrabern

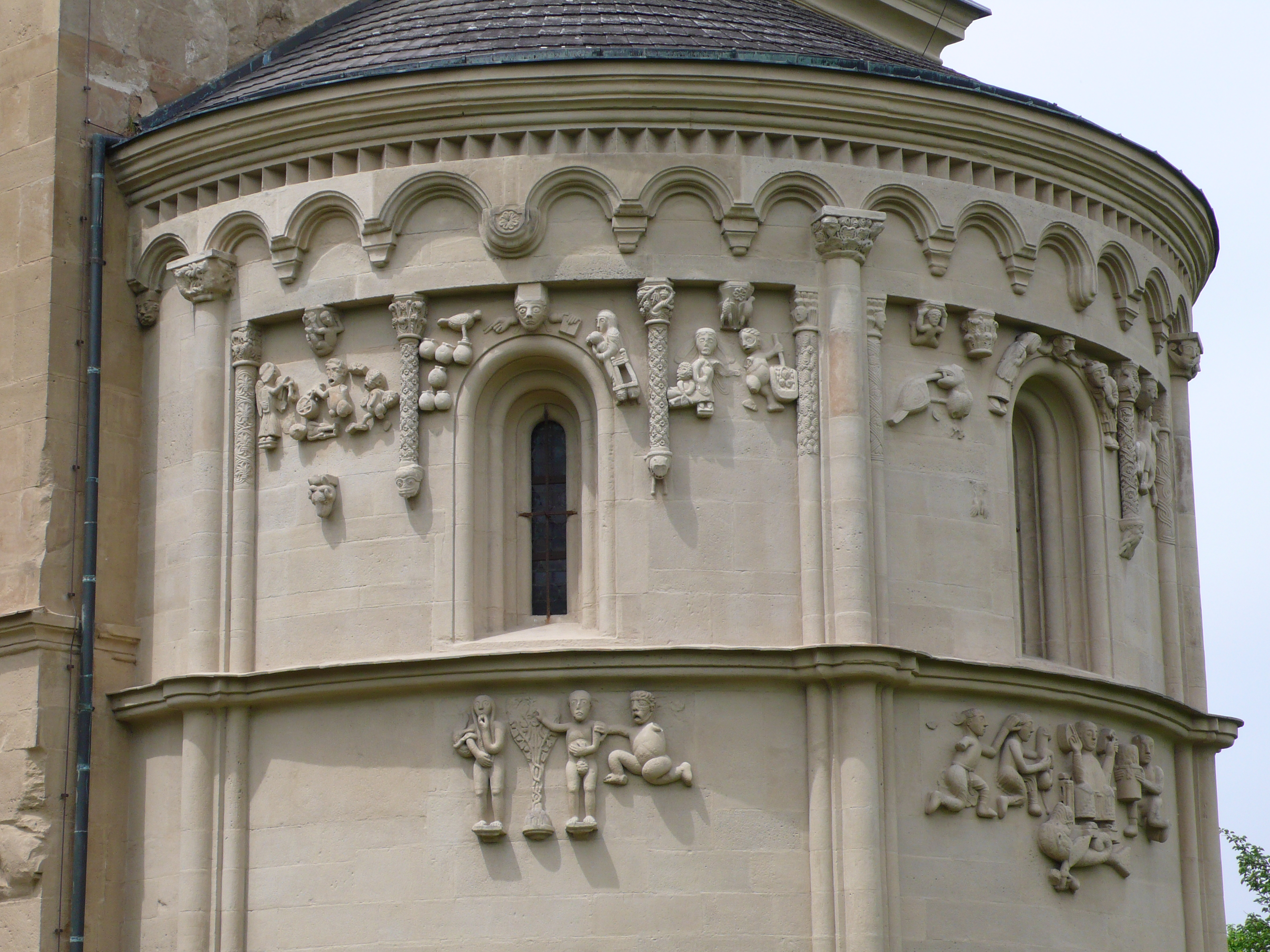
Apsis Schöngrabern, Südostseite
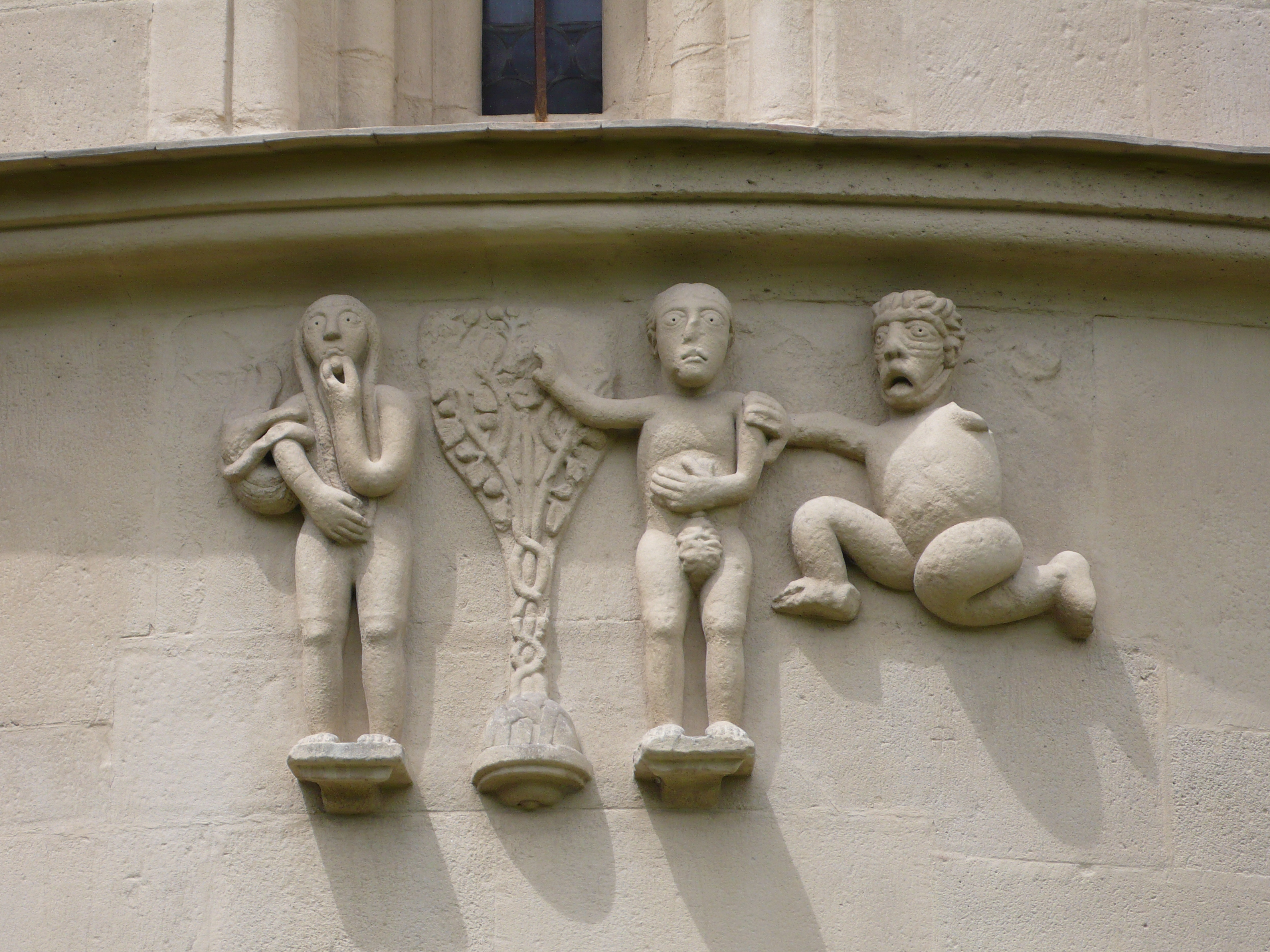
Detail: Adam und Eva
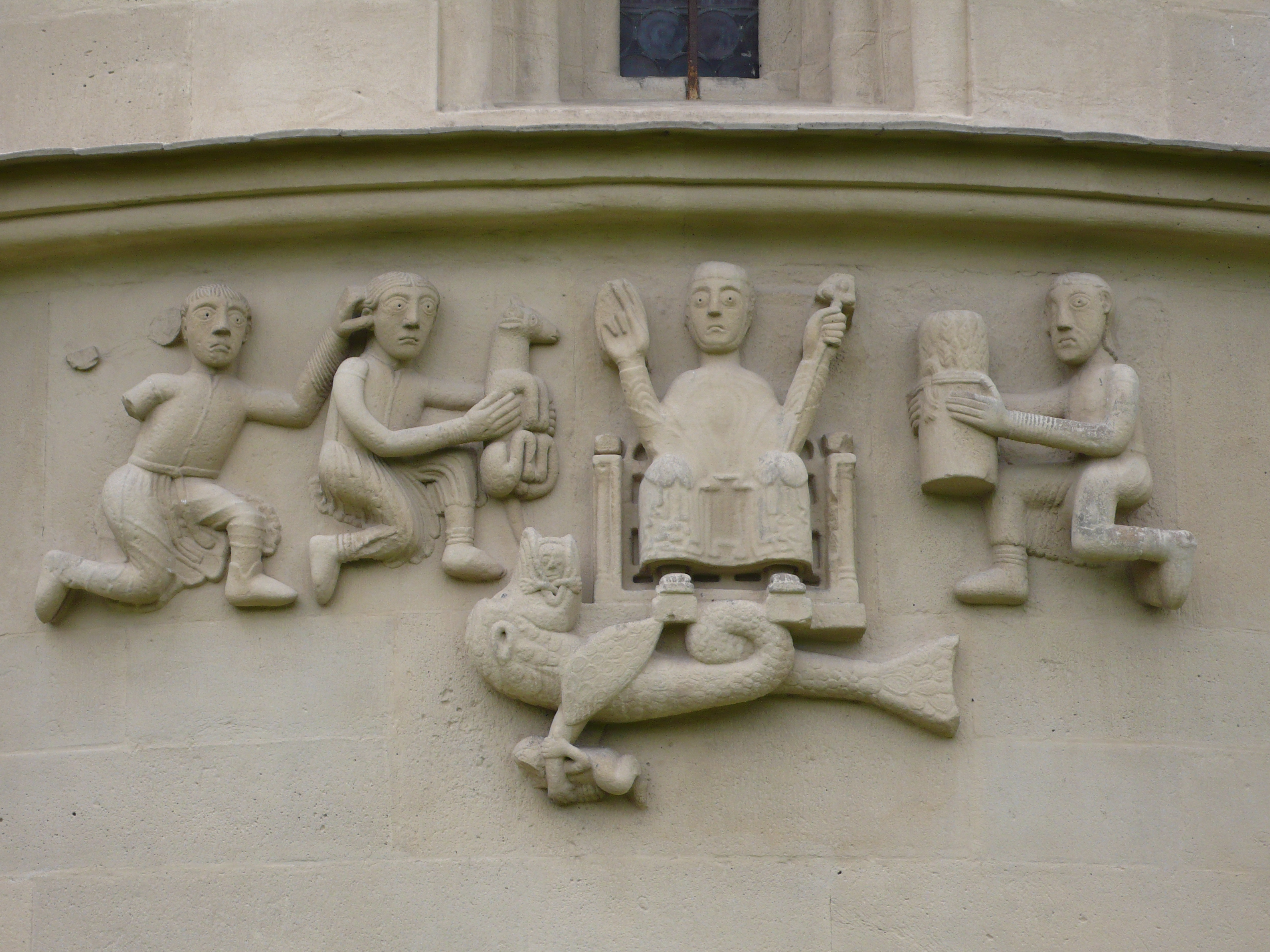
Kain und Abel
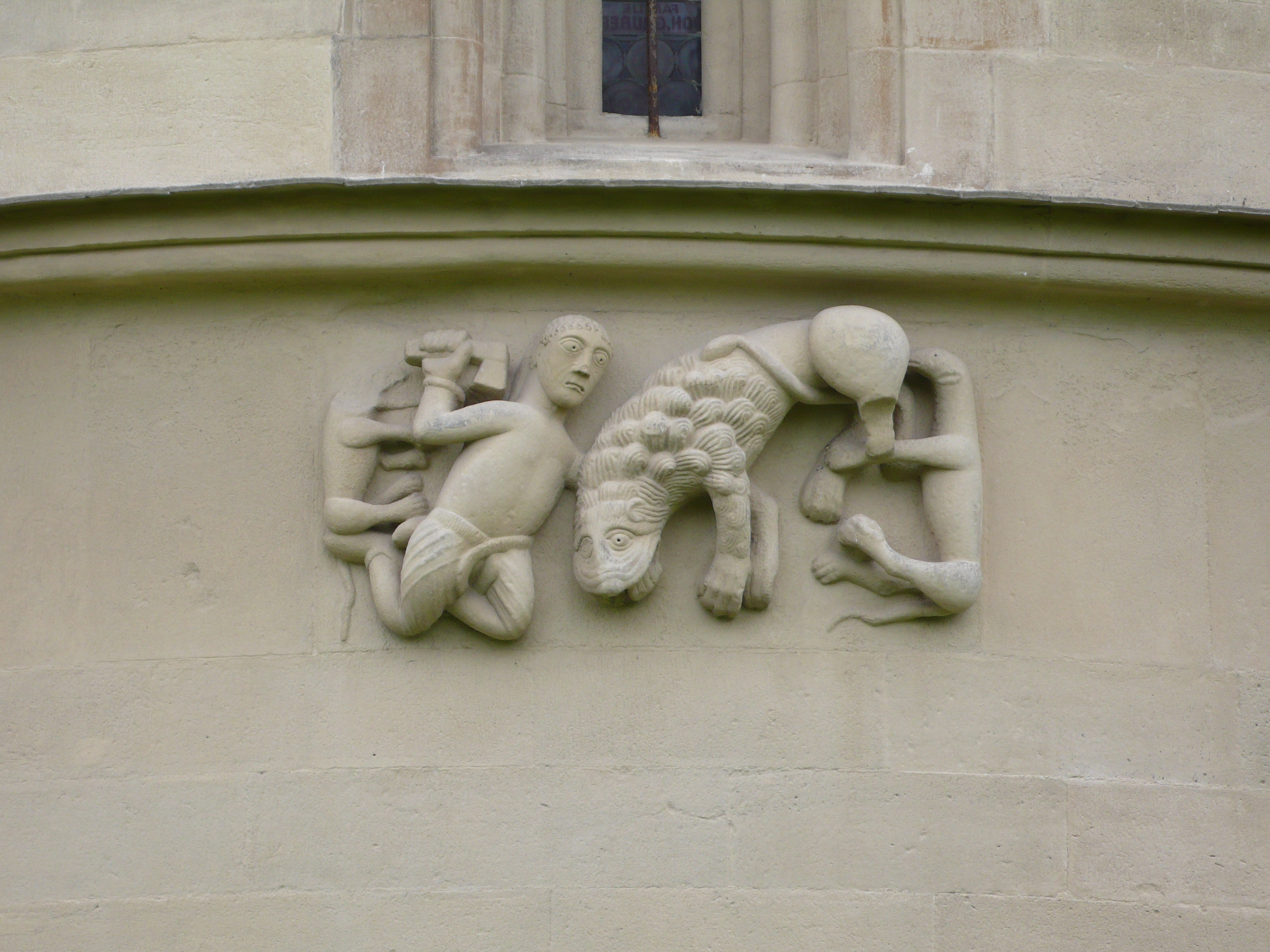
Kampf Davids mit dem Löwen
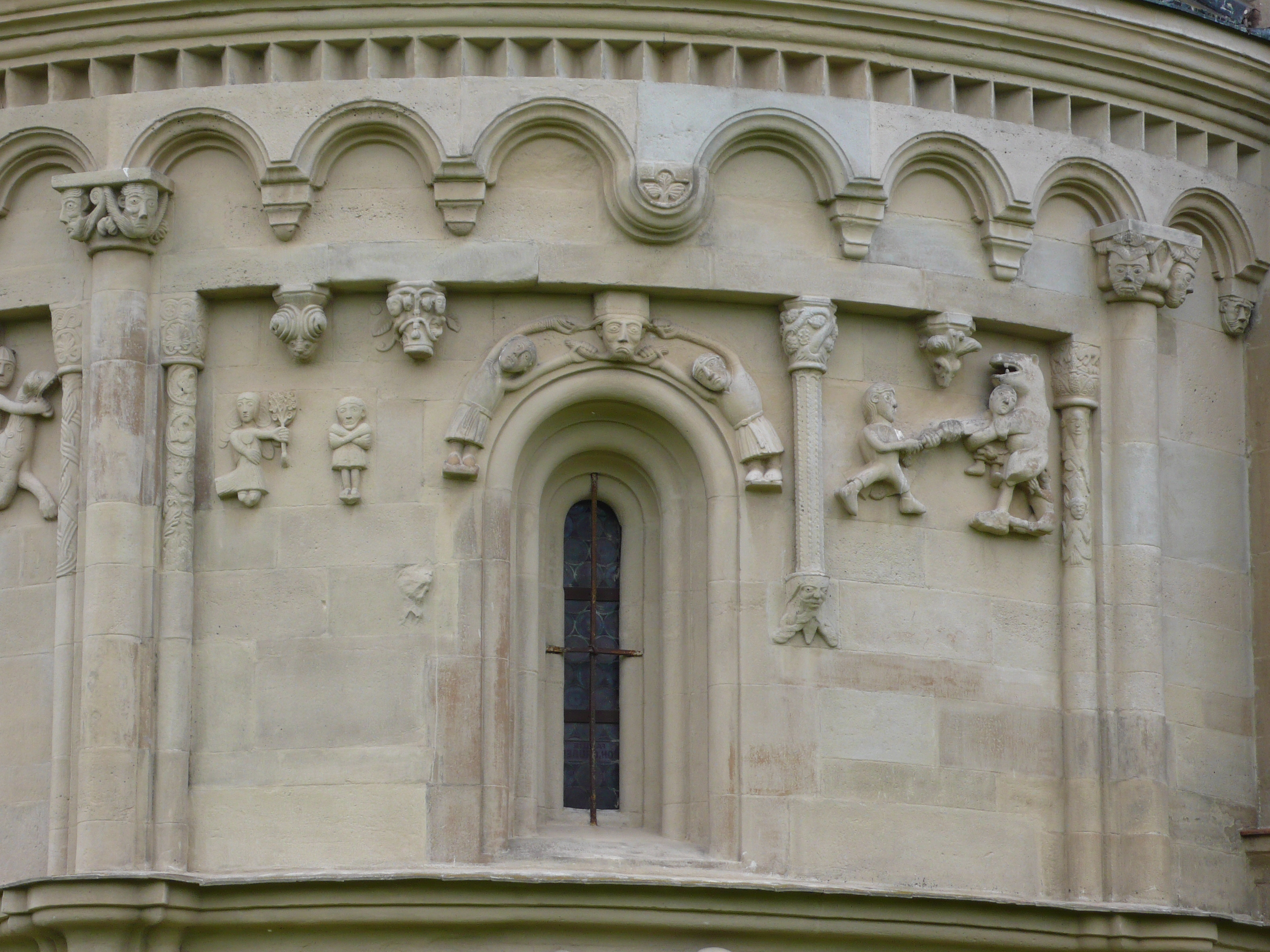
Nordseite: teilweise unerklärlich

Die theologisch-pädagogische Absicht der Figurenfolgen ist für den Betrachter unübersehbar, doch ist ihre dichte Symbolik uns Heutigen oft schwer deutbar und unzugänglich. Dies betrifft insbesondere regionale, exotische oder antik-mythologische Zutaten (siehe Bild oben rechts), während das oft auftretende Thema von Adam und Eva und des ersten Opfers und Brudermordes (mittl. Bild) auch heute gut deutbar ist.

## Skulpturen an der Kirche von Vouvant
Ähnliche, aber auch viele nichtbiblische Motive finden sich an den Außenbögen und Kapitellen der romanischen Kirche von Vouvant im Westen Frankreichs:

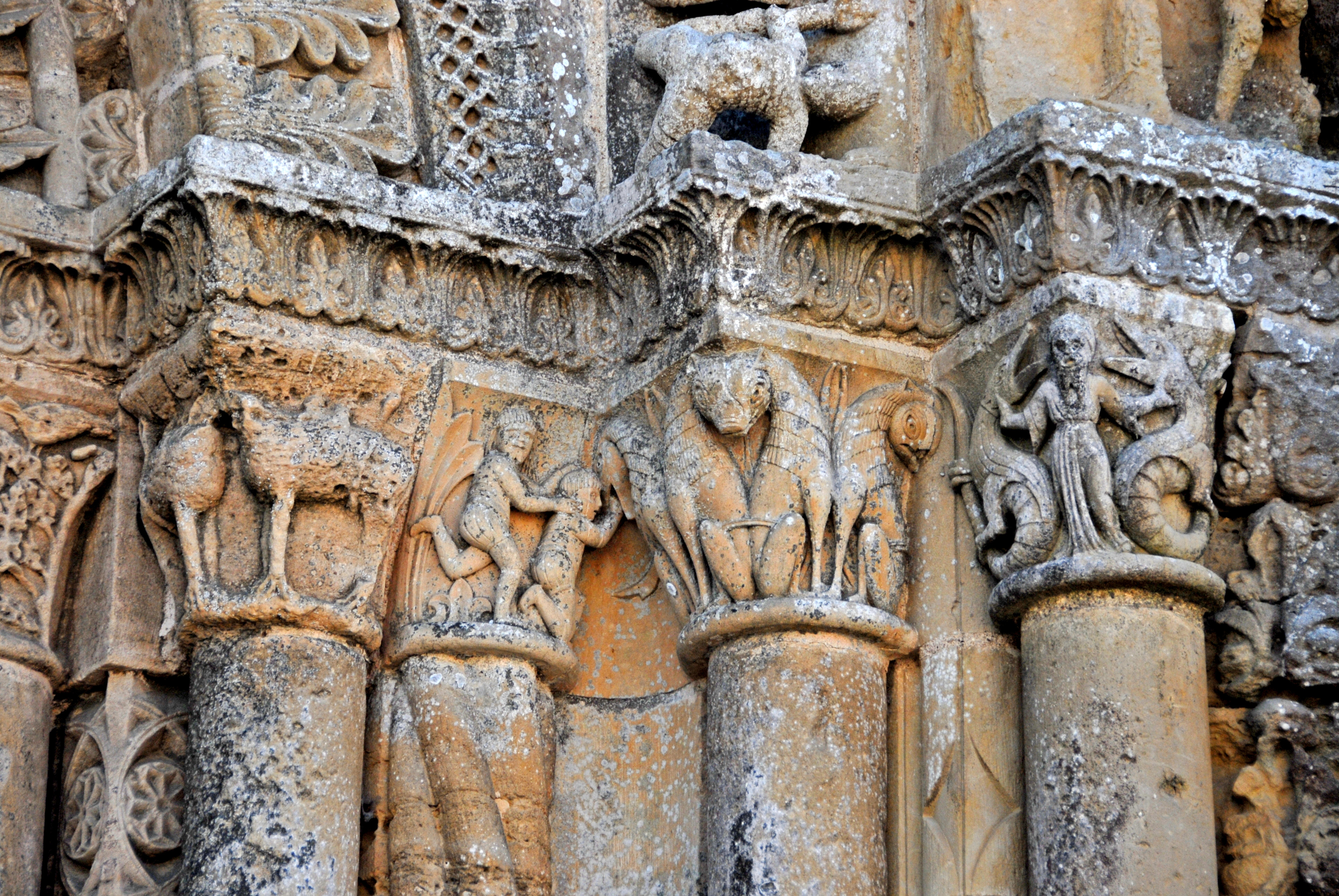
Kapitelle unter Türarchivolten
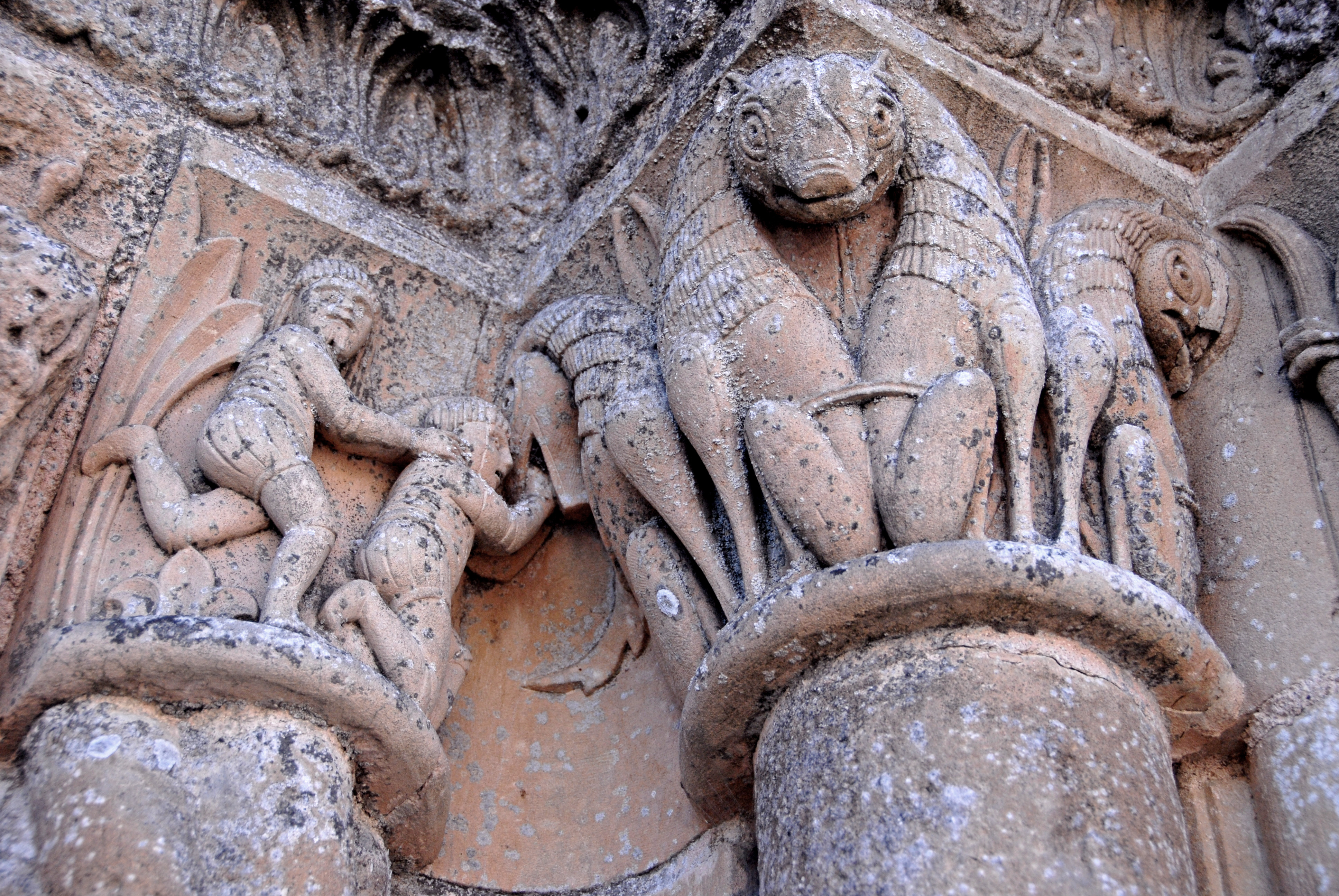
Detail Kapitelle Hauptportal
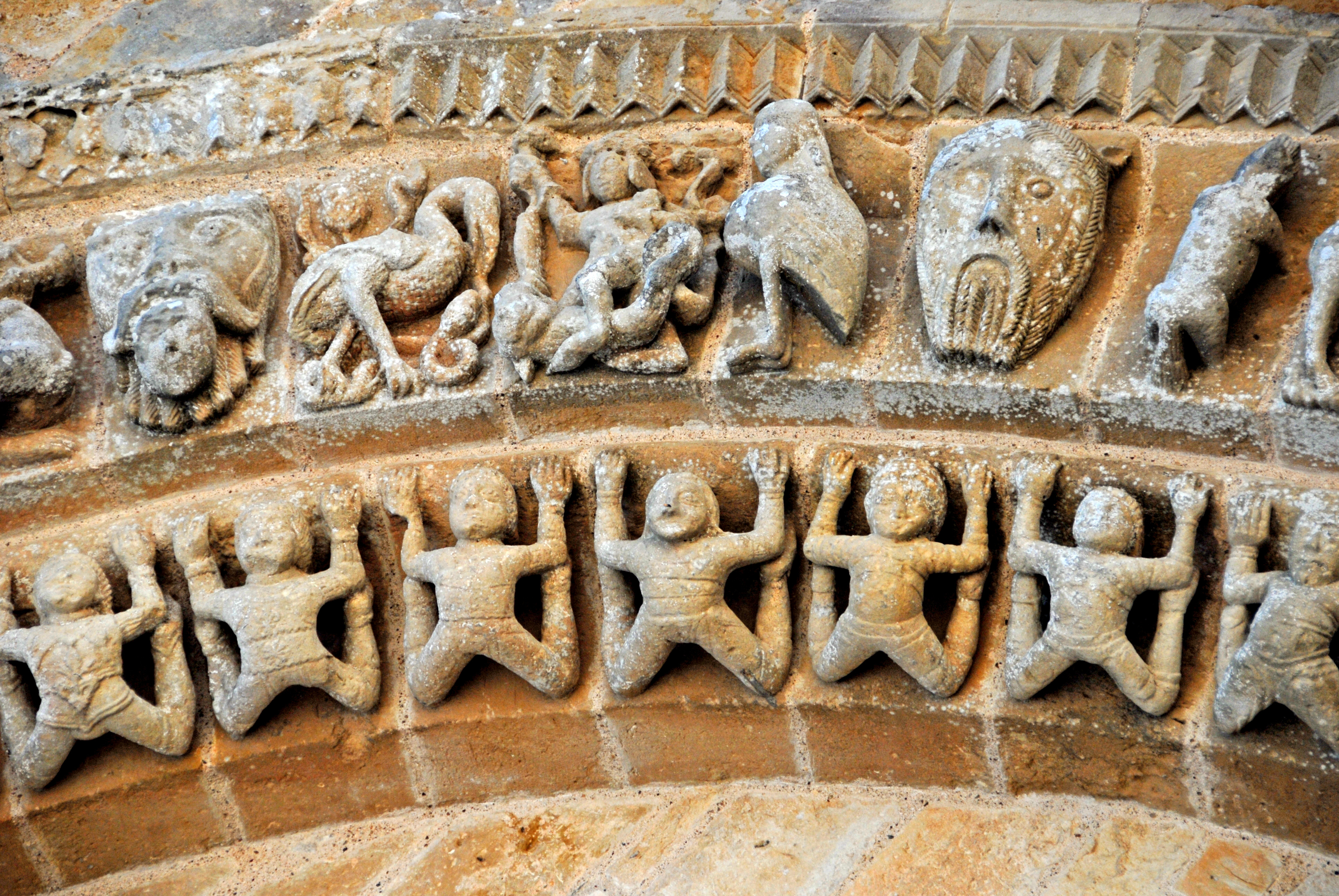
Große Archivolte, Ausschnitt, Mitte
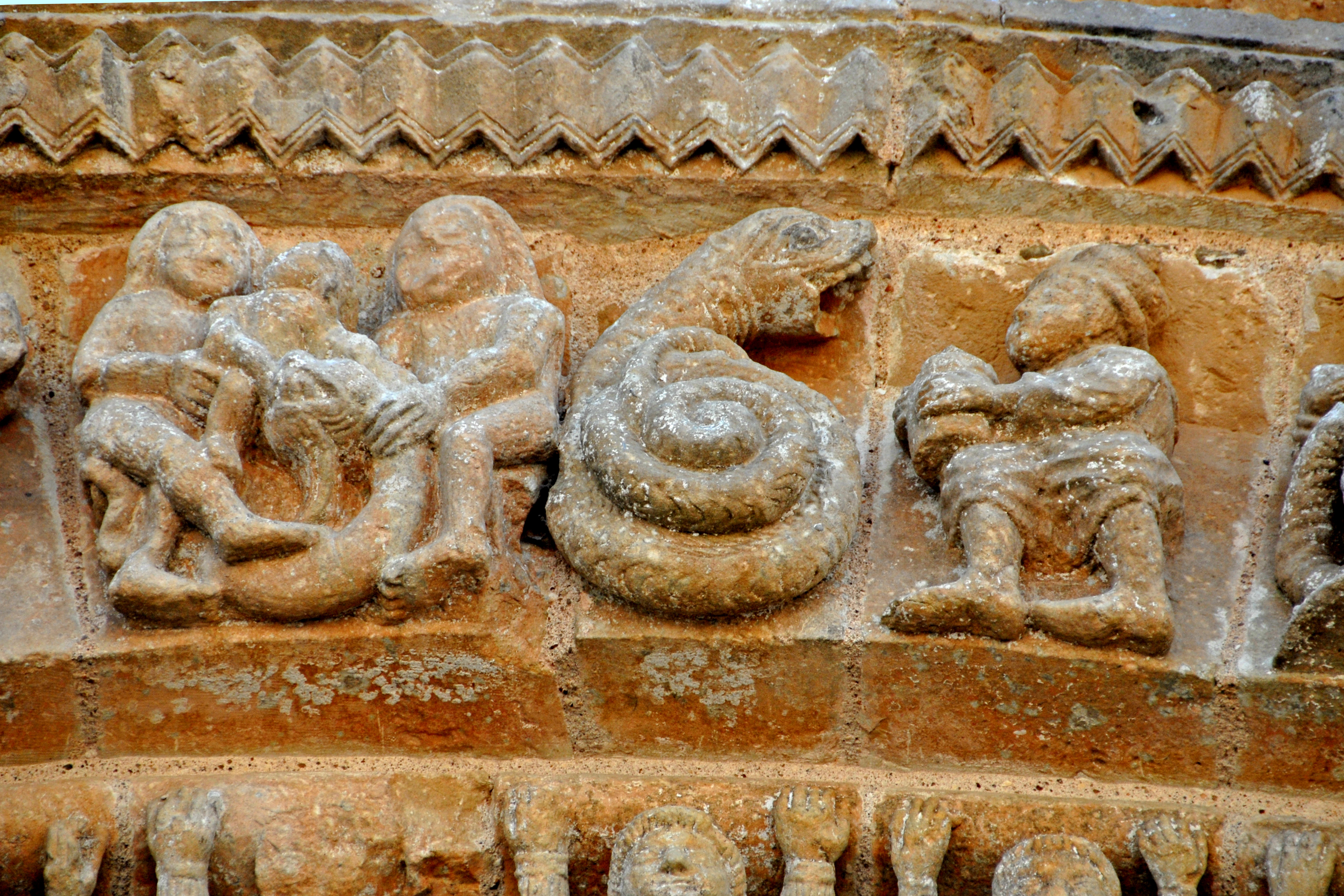
Große Archivolte, Detail Frontarchivolte

## Kunst, Meditation und Glaube
Die Motivation für die romanischen Bildhauer, solche aufwendigen Dekorationen und Steinerne Bibeln zu schaffen, ist wohl eine mehrfache: Den mystischen Innenräumen künstlerisch ansprechende Außenwände entgegenzustellen, den Betrachter zur Meditation anzuregen und Impulse für den Glauben zu setzen.
Bisweilen sind in die Bibelzyklen Tierkreiszeichen verwoben, weil die Astrologie damals noch nicht als so verpönt wie später galt. Auch Themen von Hass und Krieg sowie rätselhafte Wesen (Fabeltiere, Drachen- oder schlangenähnliche Untiere usw.) sowie skurrile, auch erschreckende Gesichter fanden Darstellung. In Kombination mit Glaubensmotiven sollten sie die Betrachter darauf verweisen, dass alles Geschehen auf der Welt in Gott dem Vater seinen Ausgang und sein Ende nimmt.